# ایسوکه موچیزوکی
ایسوکه موچیزوکی (انگلیسی: Eisuke Mochizuki؛ زادهٔ ۲۷ اکتبر ۱۹۷۰) نوازنده پیانو، keyboardist، آهنگساز، تهیه‌کننده فیلم، هنرمند اهل ژاپن است.